# Vittorio Tamagnini
Pour les articles homonymes, voir Tamagnini.
Vittorio Tamagnini (né le 28 octobre 1910 et mort le 20 janvier 1981  à Civitavecchia, dans la région du Latium) est un boxeur italien.

## Carrière
Il devient champion olympique des poids coqs aux Jeux d'Amsterdam en 1928 après sa victoire en finale contre l'américain John Daley et passe professionnel l'année suivante. Tamagnini remporte le titre de champion d'Italie des poids plumes en 1930 et 1934 mais s'incline face au français Maurice Holtzer en mars 1935 pour le titre européen de la catégorie. Il remporte toutefois la ceinture de champion d'Europe des poids légers EBU en 1936 et se retirera en 1945 sur un bilan de 46 victoires, 12 défaites et 6 matchs nuls.

## Parcours auxJeux olympiques
Jeux olympiques d'été de 1928 à Amsterdam (poids coqs) :
- Bat Fidel Ortiz (Mexique) aux points
- Bat John Garland (Grande-Bretagne) aux points
- Bat Frank Traynor (Irlande) aux points
- Bat John Daley (États-Unis) aux points